# Janusz Muniak
Janusz Muniak, né le 3 juin 1941 à Cracovie, et mort le 31 janvier 2016 à dans sa ville natale, est un joueur polonais de saxophone ténor et un compositeur de jazz.

## Biographie
Diplômé de l'école musicale de Cracovie, Janusz Muniak débute dans les années 1960 à Lublin. En 1964, il joue avec le quintette d'Andrzej Trzaskowski au Festival Jazz Jamboree. Il se joint ensuite au quintette de Tomasz Stańko.
En 1992, Janusz Muniak ouvre un club de jazz U Muniaka à Cracovie, dans le sous-sol d'un bâtiment historique, situé rue Saint-Florian (ul. Floriańskiej).
L'artiste est fait à titre posthume chevalier de l'ordre Polonia Restituta, pour sa contribution exceptionnelle à la promotion de la musique de jazz en Pologne, par le président de la République de Pologne Andrzej Duda.